# Manfred Pfeifer

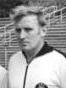
Manfred Pfeifer (1976)

Manfred Pfeifer (* 30. Januar 1934 in Chemnitz; † 29. September 2003) war Fußballspieler in Chemnitz und Leipzig und Fußballtrainer unter anderem bei den DDR-Oberligisten 1. FC Lokomotive Leipzig und FC Rot-Weiß Erfurt.

## Biografisches
Pfeifer begann mit acht Jahren in seiner Heimatstadt Chemnitz organisiert Fußball zu spielen. Nach dem Ende des Zweiten Weltkrieges schloss er sich der SG Chemnitz West an, aus der 1949 die BSG Nagema Chemnitz hervorging. Mit der BSG gewann er 1951 die sächsische Juniorenmeisterschaft. Im selben Jahr nahm er ein Studium an der Leipziger Sporthochschule DHfK auf und spielte bis 1953 weiter Fußball bei der Hochschulsportgemeinschaft. Nach dem Abschluss seines Studiums wechselte Pfeifer zu Beginn der Saison 1953/54 zum Oberligaaufsteiger BSG Einheit Ost Leipzig, wo er nun für den Männerbereich spielberechtigt war. Im folgenden Jahr wurde die BSG-Sektion Fußball dem neu gegründeten SC Rotation Leipzig angegliedert. Mit ihr errang Pfeifer mit dem 3. Platz in der Oberligasaison 1954/55 seinen größten Erfolg als aktiver Fußballspieler im Männerbereich, den er 1957 wiederholen konnte. In den folgenden Jahren glitt die Mannschaft in die unteren Regionen der Oberliga ab. Als Pfeifer 1959 seine aktive Laufbahn beendete, hatte der SC Rotation lediglich Rang 11 am Ende der Saison erreicht. In den sechs Jahren bei Einheit/Rotation Leipzig absolvierte er, in der Regel im Mittelfeld eingesetzt, 42 Punktspiele in der Oberliga und erzielte drei Tore. 
Da Pfeifer zum Diplomsportlehrer ausgebildet worden war, konnte er seine Karriere als Fußballtrainer fortsetzen. Er blieb zunächst weiter beim SC Rotation, übernahm das Training der Juniorenmannschaft und führte diese 1961 zur DDR-Juniorenmeisterschaft. Seine erfolgreiche Arbeit im Nachwuchsbereich veranlasste den DDR-Fußballverband, Pfeifer Ende 1961 als Jugendverbands-Trainer anzustellen. In dieser Funktion trainierte er über mehrere Jahre die DDR-Junioren-Nationalmannschaft. 
Mit Beginn der Saison 1976/77 wurde Pfeifer Cheftrainer des 1. FC Lokomotive Leipzig und kehrte damit an seine ehemalige Wirkungsstätte zurück. Der 1. FC Lok war über die Zwischenstation SC Leipzig Nachfolger des SC Rotation geworden. Pfeifer hatte die Mannschaft als Pokalsieger der Vorsaison übernommen und führte sie 1977 erneut ins Finale, wo seine Mannschaft Dynamo Dresden mit 2:3 unterlag. In der Meisterschaft erreichte Pfeifer 1977 einen 5., 1978 einen 4. Platz, zu wenig für die Clubverantwortlichen. Pfeifer wurde deshalb am Ende der Saison 1977/78 in Leipzig entlassen. 
Pfeifer blieb der Oberliga dennoch erhalten. In der folgenden Saison übernahm er das Traineramt beim FC Rot-Weiß Erfurt, wo Gerhard Bäßler nach fünfjähriger Tätigkeit in den Ruhestand gegangen war. Unter Pfeifers Leitung konnte sich Erfurt vom Vorjahresrang 9 am Ende der Spielzeit 1978/79 auf Platz 7 verbessern und erreichte 1980 erneut das Pokalfinale. Doch auch im zweiten Anlauf blieb Pfeifer der Pokalgewinn versagt, Erfurt unterlag dem FC Carl Zeiss Jena mit 1:3. Im April 1982 wurde Pfeifer noch während der laufenden Saison von Siegmar Menz abgelöst und auf den Posten des Bezirkstrainers beim Fußballfachverband Erfurt abgeschoben. Für eine Saison übernahm Pfeifer noch einmal 1987/88 die Oberligamannschaft von Rot-Weiß Erfurt, die unter seiner Tätigkeit vom Vorjahresplatz 7 auf Rang 12 zurückfiel. Danach war er nicht mehr in höherklassigen Mannschaften tätig. Von 1990 bis zu seinem Ruhestand 1999 arbeitete er als Landestrainer beim Thüringer Fußball-Verband.